# Hütschhof
Hütschhof ist ein Ortsteil von Oberellen im Wartburgkreis und gehört zur Einheitsgemeinde Gerstungen.

## Lage
Die geographische Höhe des Ortes beträgt 360 m ü. NN.

## Geschichte
Gegen 1121 stiftete das Kloster Reinhardsbrunn zu Oberellen eine Propstei, die im Bauernkrieg von Kurfürst Friedrich an Curt von Hanstein verkauft wurde. Nach dessen Tod und langen Erbstreitigkeiten erfolgte die Landaufteilung in zwei Familienlinien, die Rothenbacher und die Henstädter Linie. 1838 kaufte der Ort Oberellen seine Hand- und Spannfrohnen von der Gutsherrschaft für 6000 Taler ab. Das Land erstreckte sich zum Teil auf Eisenacher (die Basaltpunkte St. Christophelskuppe und Pflasterkaute) und Meininger Boden. Zum Meininger Boden gehörten die drei Höfe Frommeshof, Hütschhof und Clausberg.
Der Hütschhof (Hitschhof, Hitshof, Hutschenhof) war ein Vorwerk, eine halbe Stunde von Oberellen an der Straße von Eisenach nach Berka auf einer kleinen Hochebene nahe am Wald gelegen. Zum Hütschhof zählten damals 1 Wohnhaus, 1 Familie, 16 Einwohner, 6 Pferde, 29 Rinder, 393 Schafe und 13 Schweine, alles im Besitz der Rothenbacher Familie. In der ersten Hälfte des 20. Jahrhunderts kaufte der Freiherr Baron von Ellrichshausen die Ländereien des Hütschhofes der Familie von Hanstein ab und erbaute etwa von 1932 bis 1936 das als Landgut gestaltete Rittergut Hütschhof.
Mit dem Potsdamer Abkommen nach dem Zweiten Weltkrieg wurde von den Alliierten auch eine „Notabgabe von allen größeren Grundbesitzern“ vorgesehen. So wurden auch die landwirtschaftlichen Ländereien  des Freiherrn  Baron von Ellrichshausen auf Befehl der sowjetischen Militäradministration dem Land Thüringen zur Verwaltung übereignet. Die Nutzung erfolgte durch eine Landwirtschaftliche Genossenschaft und Privatpächter. 1998 veräußerte das Land Thüringen nach endgültiger Klärung der Besitzverhältnisse die Ländereien. Die Familie des Freiherrn Baron von Ellrichshausen ist inzwischen in Argentinien ansässig und hatte an einer erneuten Landübernahme kein Interesse. Die inzwischen auf dem Land ansässigen Pächter konnten somit in Kaufverhandlungen mit dem Land Thüringen treten. Auf dem Gut Hütschhof leben derzeit sechs Familien.